# VentureBeat
VentureBeat, stilizzato come VB, è un sito web statunitense con redazione a San Francisco, California che pubblica notizie, analisi, interviste e video riguardanti la tecnologia.

## Storia
La società VentureBeat è stata fondata nel 2006 da Matt Marshall, ex corrispondente del quotidiano The Mercury News.
Nel marzo 2009, VentureBeat ha firmato un accordo di partnership con IDG per produrre DEMO Conference, una conferenza per le startup per pubblicizzare le loro iniziative e raccogliere fondi da venture capitalist e angel investor. Nel 2012 è terminata la partnership con IDG.
Nel 2014 e 2015, la società ha raccolto finanziamenti da investitori esterni da società di venture capital della Silicon Valley, tra cui CrossLink Capital, Walden Venture Capital, Rally Ventures, Formation 8 e Lightbank.

## Contenuti
Il sito web VentureBeat comprende una serie di notizie distinte per categorie ("Beats"): Big Data, Business (notizie generali), Cloud, Deals, Dev, Enterprise, Entrepreneur, Media, Mobile, Marketing, Security, Small Biz e Social. Inoltre, il sito include una pubblicazione semi separata, GamesBeat, come una delle sue sezioni principali. GamesBeat si concentra sui videogiochi e sull'industria dei videogiochi.
Il team editoriale di VentureBeat include:
- Harrison Weber - redattore esecutivo,[6] autore anche per The Next Web e The Huffington Post.
- Dean Takahashi - ambito giochi; in precedenza ha lavorato per The Wall Street Journal e Los Angeles Times.
- Dylan Tweney - ex direttore esecutivo di VentureBeat[6] e attuale editor at large.
- Morwenna Marshall - attuale editor at large.

## Eventi
Nel settembre 2009, Matt Marshall ha assunto il ruolo di produttore esecutivo per la conferenza DEMO. Nel corso degli anni numerose aziende hanno lanciato a DEMO tra cui Boingo, TiVo, ETrade, VMware, Palm, Java, Symantec, Salesforce e altre. Nel settembre 2012, VentureBeat ha concluso la sua partnership con DEMO.
VentureBeat produce una varietà di eventi di settore a tema, tra cui MobileBeat, GamesBeat e GrowthBeat. Inoltre, produce diversi piccoli incontri annuali di dirigenti del settore chiamati Summit.